# Łojki (gmina)
Łojki – dawna gmina wiejska istniejąca w XIX wieku w guberni siedleckiej. Siedzibą władz gminy były Łojki.
Za Królestwa Polskiego gmina Łojki należała do powiatu węgrowskiego w guberni siedleckiej. 13 stycznia 1870 z gminy wyłączono kilka wsi, które włączono do nowo utworzonej gminy Kamieńczyk.
Gmina została zniesiona w 1874 roku, a jej pozostały obszar włączono do gminy Kamieńczyk, która oprócz osady Kamieńczyk obejmowała następujące miejscowości dawnej gminy Łojki: Brzózka (Brzuza), Burakowskie, Czaplowizna, Gajówka (Czaplowizna-Gajówka), Gwizdały, Jerzyska, Koszelanka, Łojki, Łosiewice, Nadpole (Nadkole), Ruffa (Rafa), Szynkarzyzna, Szumin i Wywłoka (Wywłóka). W 1889 gminę Kamieńczyk przeniesiono do powiatu radzymińskiego w guberni warszawskiej.
W 1915 roku niemieckie władze okupacyjne wprowadziły administrację cywilną i przekształciły gminę Kamieńczyk w miasto, które w związku ze zniesieniem powiatu radzymińskiego w 1916 roku znalazło się w powiecie (nowo)mińskim. Równocześnie pozostałe miejscowości gminy (wszystkie położone na prawym brzegu Liwca a należące uprzednio do gminy Łojki) włączono do powiatu węgrowskiego, głównie do gminy Łochów, oprócz najdalej na wschód wysuniętych miejscowości (Szynkarzyzna, Czaplowizna i Gajówka), które włączono do gminy Sadowne. Po zmianach tych wiejska gmina Kamieńczyk została formalnie zniesiona (do 1919). Na uwagę zasługuje fakt, że powiększona gmina Łochów, mimo że w 1916 roku liczyła aż 8797 mieszkańców, była jedną z nielicznych gmin, w której nie funkcjonowała ani jedna szkoła, natomiast w odciętym od jej północnej części Kamieńczyku funkcjonowały dwie szkoły.